# Municipio de Chariton (condado de Randolph)
El municipio de Chariton (en inglés: Chariton Township) es un municipio ubicado en el condado de Randolph en el estado estadounidense de Misuri. En el año 2010 tenía una población de 238 habitantes y una densidad poblacional de 1,46 personas por km².

## Geografía
El municipio de Chariton se encuentra ubicado en las coordenadas 39°33′15″N 92°37′8″O / 39.55417, -92.61889. Según la Oficina del Censo de los Estados Unidos, el municipio tiene una superficie total de 163.31 km², de la cual 153,79 km² corresponden a tierra firme y (5,83 %) 9,52 km² es agua.

## Demografía
Según el censo de 2010, había 238 personas residiendo en el municipio de Chariton. La densidad de población era de 1,46 hab./km². De los 238 habitantes, el municipio de Chariton estaba compuesto por el 98,74 % blancos, el 0,42 % eran asiáticos, el 0,84 % eran de otras razas. Del total de la población el 2,52 % eran hispanos o latinos de cualquier raza.